# Legend (김현정의 음반)
《Legend》는 1997년에 발매된 김현정의 정규 1집 음반이다. 차트 역주행으로 1년 뒤 1998년 《Shocking》 이란 앨범명으로 새롭게 발매 되었으며, <그녀와의 이별>, <혼자한 사랑>이 대히트를 기록했다. 특히 <그녀와의 이별>은 한국갤럽 전국여론조사 국민들이 좋아하는 노래 1위로 뽑혔으며, 1998년 여자솔로가수 앨범판매량 1위를 차지하였다. 연말 시상식에서 대상 후보에 오르는가 하면 최우수신인가수상을 비롯 인기가수상, 10대가수상 등을 수상하며 탑가수 반열에 올랐다.

## 수록곡
전체 작곡: 최규성
| #  | 제목                   | 작사   | 재생 시간 |
| -- | ---------------------- | ------ | --------- |
| 1. | 〈그녀와의 이별〉      | 유유진 |           |
| 2. | 〈혼자한 사랑〉        | 최규성 |           |
| 3. | 〈폭군을 사랑한 여자〉 | 최규성 |           |
| 4. | 〈진실과 테크닉〉      | 유유진 |           |
| 5. | 〈내안에 너를〉        | 최규성 |           |
| 6. | 〈연〉                 | 유유진 |           |
| 7. | 〈변명〉               | 유유진 |           |
| 8. | 〈The End〉            | 권희진 |           |

## Staff
- Planning & production : 김경남
- Lyric Making : 유유진, 권희진, 최규성
- Composition : 최규성
- Arrangement : 이수현, 조형상, 최규성
- Chous : 이혜진, 김현정, 최규성
- Guitar : 오남석
- Bass : 이태윤
- Piano : 이수현, 조형상
- Studio : Bay Studio
- Mixing engineer : 임창덕, 김국현
- Mastering Engineer : Universal Studio, Sonic Korea
- Photography : 김태경
- Design : Hyangkum & Yoojin (DesignWon)

## 특이사항
- 1998년 그녀와의 이별을 Remix하여 재발매하였다.
- 총판매량은 552,639장으로써 1998년 전체 여자솔로가수 음반판매량 1위를 기록.